# Karl Wache
Karl Wache (* 26. April 1887 in Wien; † 30. April 1973 ebenda) war ein österreichischer Bibliothekar, Schriftsteller und Nationalsozialist.

## Leben
Nach der Matura studierte Karl Wache Literaturwissenschaft und Philosophie an der Universität Wien, wo er Mitglied des Corps Hilaritas und des Corps Saxonia Wien wurde. Zum Dr. phil. promoviert und als Mittelschullehrer tätig, unternahm er erste Versuche als Schriftsteller in literarischen Zeitschriften. Aus dem Ersten Weltkrieg als schwer verwundeter und hochdekorierter Offizier heimgekehrt, trat er in den Dienst der Universitätsbibliothek Wien. Er stieg vom wissenschaftlichen Bibliothekar zum Oberstaatsbibliothekar auf.
Wache war Mitglied in der Deutschen Gemeinschaft (Österreich), einem antisozialistischen und antisemitischen Geheimbund, der u. a. auch Engelbert Dollfuß, Robert Hohlbaum, Emmerich Czermak und Hermann Neubacher angehörten. Wache war Kanzleileiter der Deutschen Gemeinschaft in der Wiener Elisabethstraße, sein Kanzleisekretär war Engelbert Dollfuß. Wache war auch schon von Beginn an Mitglied des 1928 in Wien gegründeten österreichischen Deutschen Kulturbundes (Österreich), einer Organisation, die dem nationalsozialistischen Kampfbund für deutsche Kultur in Deutschland körperschaftlich angeschlossen war. Er war 1931–1933 im Deutschen Kulturbund Fachberater für Büchereiwesen, zur selben Zeit, als Josef Weinheber dort Fachberater für Schrifttum war. Wache war deshalb auch Beiträger der Mitteilungen des Kampfbundes für deutsche Kultur. Im Zusammenhang mit seiner Arbeit für den Kampfbund trat er am 14. November 1932 in die NSDAP ein (Mitgliedsnummer 1.308.753).
Im Rahmen nationalsozialistischer Organisationsarbeit kam es in den frühen 1930er Jahren in Österreich zur Gründung von zahlreichen nationalsozialistischen Betriebszellenorganisationen. Eine dieser wurde 1932 an der Bibliothek der Universität Wien errichtet. Diese Zelle hatte 12 Mitglieder, darunter Karl Wache und Robert Hohlbaum. 1933 gründete Wache den Ring Nationaler Buchhändler und Verleger, dessen Ziele er selbst in seinem Aufsatz Die Säuberung des deutschen Buchwesens vom jüdischen Geiste im Deutschen Reiche und wir Österreicher beschreibt: „Die von allen volksbewussten Deutschen längst ersehnte Reinigung unseres deutschen Schrifttums vom fremdvölkischen und fremdrassigen Ungeiste konnte nun im Deutschen Reiche dank der zielbewussten Staatsführung Adolf Hitlers zur Tat werden,“ steht als Einleitungssatz unter Bezugnahme auf die Bücherverbrennung 1933 in Deutschland. „So wie man diese Bücher aus der Welt schaffte, so sollte auch aus dem deutschen Geistesleben dieser fremdländische Wust verbannt und ausgetilgt werden.“ In diesem Zusammenhang preist Karl Wache die Bücherverbrennung 1933 in Deutschland und gibt detailreich eine Empfehlung jener österreichischen Künstler ab, die hinsichtlich des wohlverdienten „Verbrennungstodes“ bislang „stiefmütterlich behandelt“ worden seien.
1934 wurde der Deutsche Kulturbund in Wien der Nationalsozialistischen Kulturgemeinde angegliedert. Karl Wache und Josef Weinheber waren darin weiterhin sehr aktiv, was sich wegen der publizistischen Aktivitäten negativ auf Waches berufliche Laufbahn auswirkte: Gegen ihn wurde wegen der Herausgabe des Buches Deutscher Geist in Österreich (1933), das er Adolf Hitler gewidmet hat, und wegen Veröffentlichung eines Artikels in einer im Ständestaat (Österreich) verbotenen Zeitung 1934 eine Disziplinaruntersuchung eingeleitet. Wache wurde daraufhin am 22. Mai 1934 des Dienstes enthoben und seine Bezüge auf zwei Drittel gekürzt. Er versuchte zunächst noch erfolglos dagegen anzugehen, stellte im Juni 1934 aber Antrag auf dauerhaften Ruhestand an, dem stattgegeben wurde. Nach dem Anschluss Österreichs 1938 wurde Wache von den Nationalsozialisten wieder angestellt und im Juli 1939 in den Reichsbeamtenstand überführt.
Nach andauernden internen Auseinandersetzungen um den Posten des Bibliotheksdirektors, auf den Wache nach dem Anschluss gehofft hatte, welchen er aber wegen fachlicher Defizite und dienstlicher Mängel nicht bekam, verließ er 1941 schließlich den Bibliotheksdienst und meldete sich freiwillig zum Wehrdienst. Er leistete Kriegsdienst in der Auslandsbriefprüfstelle Feldpost in Wien bis zum 6. März 1944, als er wieder in den Bibliotheksdienst eintrat. Im Juni 1945 wurde er aus dem öffentlichen Dienst entlassen, vor allem, weil er Schulungsleiter und Kreisstellenleiter der NSDAP im Gau Wien gewesen war. 1946 auf die Liste der gesperrten Autoren und Bücher gesetzt, schrieb kulturhistorische Essays; jedoch wurde er 1947 als minderbelastet anerkannt und rückwirkend in den Ruhestand versetzt, und zwar unter Nachzahlung all seiner Bezüge. Er wurde am Hernalser Friedhof bestattet.

## Mitgliedschaften
- Deutsche Gemeinschaft (Österreich)
- Deutscher Kulturbund (Österreich)
- Nationalsozialistische Deutsche Arbeiterpartei (1932)
- Bund deutscher Schriftsteller Österreichs
- Presseclub Concordia
- Österreichischer Schriftstellerverband
- Schlaraffia
- Gründungsmitglied der Neuen Ludlamshöhle (1949–1972), siehe Ludlamshöhle
- Vorstandsmitglied der Grillparzer-Gesellschaft.

## Schriften
- Meine Welt und andere Geschichten, Villach: Verlag der Kriegszeitung der k.u.k. 10. Armee (um 1918).
- Roland. Roman aus dem karolingischen Zeitalter, Wien: Zöllner Verlag, 1923.
- Der österreichische Roman seit dem Neubarock, Leipzig: Staackmann, 1930.
- Der böse Heinzelmann. Traum, Märchen oder Spuk?, Heidelberg: Verlag Deutsche Kulturgemeinschaft, 1932.
- Deutscher Geist in Österreich. Ein Handbuch des völkischen Lebens der Ostmark, Dornbirn: Burton, 1933.
- „Die Säuberung des deutschen Buchwesens vom jüdischen Geiste im Deutschen Reiche und wir Österreicher“. In: Mitteilungen des Kampfbundes für Deutsche Kultur. Folge 3. Juni 1933. Linz: Kampfbund für Deutsche Kultur. S. 6–11.
- Baucis und Philemon. Komödie in 5 Aufzügen, Wien: Europäischer Verlag, 1954.
- Jahrmarkt der Wiener Literatur, Wien: Bergland Verlag, 1966.
- Dichterbildnisse aus Alt- und Neu-Wien, Wien: Bergland Verlag, 1969.
- Umsturz im Olymp, Wien: Bergland Verlag, 1971.